# Kvänums landskommun
Kvänums landskommun var en tidigare kommun i dåvarande Skaraborgs län.

## Administrativ historik
När kommunbegreppet infördes i samband med att 1862 års kommunalförordningar trädde i kraft inrättades i Kvänums socken i Skånings härad i Västergötland denna kommun.
I kommunen inrättades 21 november 1913 Kvänums municipalsamhälle som upplöstes 31 december 1962.
Vid kommunreformen 1952 bildade den storkommun tillsammans med landskommunerna Edsvära, Fyrunga, Jung, Norra Vånga och Öttum.
Kvänums kommun bildades vid kommunreformen 1971 genom en ombildning av landskommunen. Redan den 1 januari 1974 upplöstes den och området fördes till Vara kommun.
Kommunkoden var 1952-1973 1618.

### Kyrklig tillhörighet
I kyrkligt hänseende tillhörde kommunen Kvänums församling. Den 1 januari 1952 tillkom församlingarna Edsvära, Fyrunga, Jung, Norra Vånga och Öttum. Från 2002 till 2017 omfattade Kvänums församling samma område som Kvänums landskommun efter 1952.

## Geografi
Kvänums landskommun omfattade den 1 januari 1952 en areal av 210,68 km², varav 207,98 km² land.

### Tätorter i kommunen 1960
| Tätort | Folkmängd |
| ------ | --------- |
| Kvänum | 875       |
| Jung   | 252       |

Tätortsgraden i kommunen var den 1 november 1960 25,8 procent.

## Politik

### Mandatfördelning i valen 1942-1970
| 5 | 12 |

| 16 |

| 5 | 2 | 6 | 3 | 1 |

| 17 |

| 7 | 14 | 7 | 7 |

| 35 |

| 8 | 13 | 6 | 8 |

| 35 |

| 7 | 14 | 5 | 9 |

| 33 |

| 8 | 15 | 4 | 8 |

| 33 |

| 7 | 15 | 5 | 8 |

| 30 | 5 |

| 8 | 15 | 5 | 7 |

| 28 | 7 |